# Сак-Муваахн
Сак-Муваахн (д/н —бл. 726) — ахав (цар) Ік' у 710-726-х роках.

## Життєпис
Точних відомостей про батьків немає. За однією з версій — ахав Йєхте’-К'ініч I, проте це достеменно не підтверджено. Прийшов до влади в середині або наприкінці 710-х років. За його володарювання вдалося значно розширити вплив держави. Але про перебіг військових походів поки не достатньо знань.
Вважається, що царство Ік' взяло під контроль царства Намаан і Хішвіц. На знак піднесення Сак-Муваахн прийняв титул калоомте (на кшталт імператора). Помер близько 725 або 726 року. Владу успадкував його син Тайєль-Чан-К'ініч.